# Øygarden
Øygarden est une commune du comté de Vestland, en Norvège. Elle est constituée d'une chaîne d'îles situées juste au nord de la kommune de Fjell. Son centre administratif est Tjeldstø.
Le nom Øygarden provient des mots øy (« île ») et gard (« barrière ») : « barrière d'îles ».